# Yuanshi Tianzun

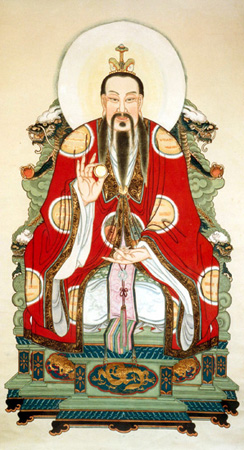
Yuanshi Tianzun, o Venerável Celestial do Início Primordial.

Yuanshi Tianzun (chinês tradicional: 元始天尊; Pinyin: Yúanshǐ Tīanzūn), o Venerável Celestial do Início Primordial ou o Primeiro Senhor do Céu, é uma das mais altas divindades do taoísmo. É um dos Três Puros (chinês tradicional: 三清; Pinyin: Sānqīng) e também conhecido como o Puro de Jade (chinês tradicional: 玉清; Pinyin: Yùqīng), residindo no Paraíso da Pureza de Jade. Acredita-se que sua existência teve início no começo do Universo, resultado da união de sopros divinos. Logo após, ele criou o Céu (皇天, Tian) e a Terra.

## Na mitologia taoísta
Yuanshi foi, antigamente, o administrador supremo do Céu, porém, mais tarde, confiou a tarefa a seu assistente Yu Huang, o Imperador de Jade. Yu Huang tomou posse das obrigações administrativas, tornando-se o superintendente tanto do Céu quanto da Terra. No início de cada era, Yuanshi Tianzun transporta o Lingpao Ching (ou Yuanshi Ching), as Escrituras da Joia Mágica, até seus estudantes, as quais são deuses menores e que, por sua vez, guiam a humanidade no ensino do tao.
Diz-se que Yuanshi Tianzun não possui um início e é considerado o maior de todos os seres. Ele é, na verdade, uma representação do princípio de todos os seres, pois tudo emana a partir dele. Ele é eterno, ilimitado e amorfo.

## No Fengshen Yanyi
No Fengshen Yanyi, Yuanshi Tianzun é descrito como um homem superior, o qual fez prevalecer sua vontade por gerações. Ele seria conhecido como o mestre das montanhas Kunlun, onde tinha muitos discípulos, sendo um deles Jiang Ziya. Com o tempo, Yuanshi Tianzun diria a Jiang que estaria na hora de descer ao mundo, a fim de se atingir um nível de riqueza e honra. Como Jiang Ziya estava destinado a dar apoio na criação da nova dinastia Zhou (assim como Nezha), Yuanshi Tianzun permaneceria fiel aos designios do Céu, enviando Jiang a seu novo destino. Após ter dito tudo a Jiang de forma poética, Yuanshi Tianzun despede-se de seu aluno.